# Hovig Demirjian
Hovig Demirjian (Grieks: Χουίγ Δεμιργιαν, Armeens: Հովիկ Դեմիրճյան) (Nicosia, 3 januari 1989) is een Cypriotisch zanger van Armeense afkomst.

## Biografie
Hovig Demirjian startte zijn muzikale carrière in 2009 met zijn deelname aan de Griekse versie van X Factor, waarin hij als zevende eindigde. In 2010 en 2015 nam hij deel aan de Cypriotische voorronde van het Eurovisiesongfestival, waarin hij respectievelijk derde en vierde werd. In 2016 werd hij door de Cypriotische openbare omroep intern aangeduid om Cyprus te vertegenwoordigen op het Eurovisiesongfestival 2017, dat gehouden werd in Oekraïne. Hij kon doorstoten naar de finale en haalde daar de 21ste plaats.
1981: Island · 
1982: Anna Vissi · 
1983: Stavros & Konstandina · 
1984: Andy Paul · 
1985: Lia Vissi · 
1986: Elpida · 
1987: Alexia · 
1989: Fani Polymeri & Yiannis Savvidakis · 
1990: Haris Anastasiou · 
1991: Elena Patroklou · 
1992: Evridiki · 
1993: Zimboulakis & Van Beke · 
1994: Evridiki · 
1995: Alexandros Panayi · 
1996: Constantinos Christoforou · 
1997: Hara & Andreas Konstantinou · 
1998: Michalis Hatzigiannis · 
1999: Marlain · 
2000: Voice · 
2002: One · 
2003: Stelios Konstantas · 
2004: Lisa Andreas · 
2005: Constantinos Christoforou · 
2006: Annet Artani · 
2007: Evridiki · 
2008: Evdokia Kadi · 
2009: Christina Metaxa · 
2010: Jon Lilygreen & The Islanders · 
2011: Christos Mylordos · 
2012: Ivi Adamou · 
2013: Despina Olympiou · 
2015: Giannis Karagiannis · 
2016: Minus One · 
2017: Hovig · 
2018: Eleni Foureira · 
2019: Tamta · 
2021: Elena Tsagrinou · 
2022: Andromache · 
2023: Andrew Lambrou · 
2024: Silia Kapsis · 
2025: Theo Evan